# Muhàmmad ibn Tàhir ibn Abd-Al·lah ibn Tàhir Dhi-l-Yaminayn
|  | Per a altres significats, vegeu «Muhàmmad ibn Abd-Al·lah ibn Tàhir Dhi-l-Yaminayn». |

Muhàmmad ibn Tàhir ibn Abd-Al·lah ibn Tàhir Dhi-l-Yaminayn o, més senzillament, Muhàmmad ibn Tàhir (mort vers 908/909) fou el darrer governador tahírida del Khorasan.
A la mort del seu pare Tàhir ibn Abd-Al·lah fou confirmat com a governador (setembre del 862). El 864/865 l'àlida al-Hàssan ibn Zayd es va revoltar al Tabaristan. La lluita va durar bastant de temps, però va suposar la pèrdua de la província. El 867 l'emir de Sistan, Abu-Yússuf Yaqub ibn al-Layth va ocupar Herat i va fer presoner el governador tahírida. Muhàmmad va enviar un exèrcit comandat per Ibrahim ibn Ilyas, fill del samànida Ilyas ibn Yahya, governador d'Herat el 819, que fou derrotat per Yaqub i Muhàmmad es va veure forçat a negociar i arribar a un acord.
Muhàmmad ibn Tàhir volia obtenir els càrrecs que havien estat donats a Muhàmmad ibn Abd-Al·lah ibn Tàhir, el seu oncle, però quan aquest va morir el 867 no els va obtenir sinó que el califa els va donar al germà del difunt, Ubayd-Al·lah ibn Abd-Al·lah ibn Tàhir. Muhàmmad va enviar a l'Iraq al seu oncle Sulayman ibn Abd-Al·lah ibn Tàhir per obtenir el govern, però Sulayman va aconseguir ser nomenat ell mateix el 869.
Abd-Al·lah as-Sijzí es va revoltar contra l'emir de Sistan Abu-Yússuf Yaqub ibn al-Layth i es va haver de refugiar amb Muhàmmad, que el va nomenar governador dels districtes de at-Tabasayn i Kuhistan, la qual cosa va donar excusa a Yaqub per envair el Khorasan. Muhàmmad va enviar una ambaixada per negociar, però Yaqub ja havia buscat aliats al Khorasan entre els descontents i les converses no van reeixir. L'agost del 873 (o ja el 872 segons alguna font) Yaqub va entrar a la capital Nixapur sense lluita i va fer presoner a Muhàmmad, que no havia volgut fugir.
Uns tres anys després Yaqub va atacar el califa al-Mútamid però fou derrotat a Dayr al-Aqul a l'Iraq (abril del 876). Yakub portava a Muhàmmad, com a presoner encadenat, i aquest fou rescatat per les tropes del califa que poc després li va retornar el seu càrrec de governador del Khorasan, on no obstant no va tenir ocasió de retornar. Yaqub va fer córrer el rumor que Muhàmmad sostenia la revolta d'Àhmad al-Khujistaní i fou empresonat, però va recuperar la confiança del califa.
Vers el 883/884 el visir Sàïd ibn Màkhlad li va encarregar el govern militar de Bagdad interinament en nom del seu oncle Ubayd-Al·lah ibn Abd-Al·lah ibn Tàhir, càrrec que va exercir fins vers el 890, o en tot cas fins a 892 a la pujada al tron d'al-Mútamid.